# Cougnou

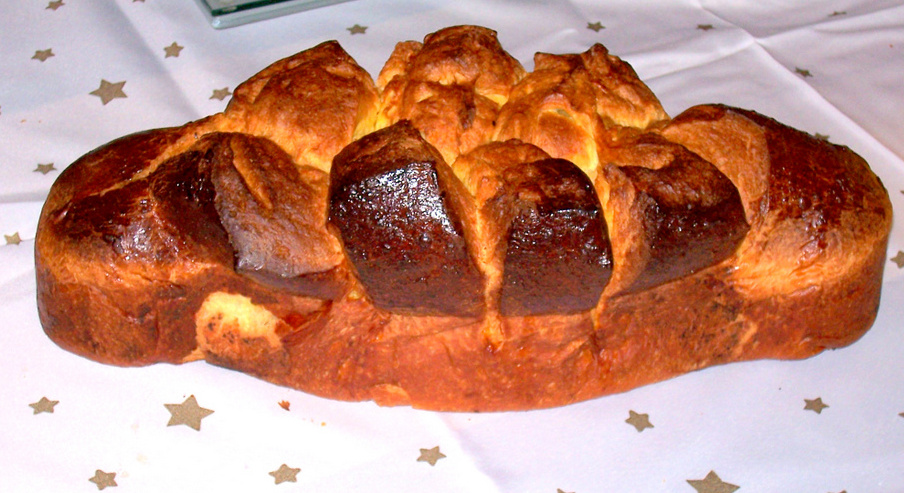

Cougnou är en form av bröd. Det bakas traditionellt kring jul i norra Frankrike med omnejd. Detta jesusbröd är en brioche vars form påminner om jesusbarnet insvept i lindekläder. Som variant finns det med choklad och med sötsaker inbakade i sig.
Det finns olika regionala namn för bakverket:
- coquille i Flandern och Tournai, där man använder även termen fisquemalles
- cougnole eller Cugnoli i Hainaut i Belgien (Cognolle lokalt i Mons)
- Cougnou i Valonsktalande provinser och Bryssel
- Jesus i norra Hainaut (Lessines)
- quéniole eller cuniole i Hainaut och franska Cambrésis
- quénieu i Champagne
- volaeren eller folarts i Flandern Flaming(Dunkerque)